# Ferme de la Fontaine Haute
La Ferme de la Fontaine Haute est un bâtiment situé sur le territoire de la commune de Goujounac, en France.

## Localisation
La ferme est située dans le département français du Lot.

## Historique
Cette ferme est une des rares du type viticole en Bouriane, ayant conservé ses dispositions d'origine.
La ferme et ses bâtiments annexes sont inscrits au titre des monuments historiques le 22 janvier 2004.